# 唐津市立鏡山小学校
唐津市立鏡山小学校（からつしりつ かがみやましょうがっこう）は、佐賀県唐津市鏡にある公立小学校。
2021年度（令和3年度）5月時点で在籍児童数は962名、佐賀県内で一番児童数の多い公立小学校である。

## 概要

### 歴史
1970年（昭和45年）に唐津市の小学校3校（鏡小学校・宇木小学校・半田小学校）を統合して開校した。2020年（令和2年）に創立50周年を迎えた。

### 学校教育目標
「たくましい体と思いやりの心を持ち、自ら学ぶ児童の育成」

### 校歌
作詞は楢崎宗重、作曲は松下又彦による。歌詞は3番まであり、各番とも校名の「鏡山」で終わる。

### 校区
住所表記で唐津市の後に「鏡（かがみ）、松南町（しょうなんちょう）、原（はる）、柏崎（かしわざき）、半田（はだ）、宇木（うき）」の続く地域。中学校区は唐津市立鏡中学校。

## 沿革
旧・鏡小学校（かがみ）
- 1887年（明治20年）3月 - 小学校令により、尋常科（4年制）を設置の上、「久里鏡両村組合立 尋常原小学校」が創立（「原」の読みは「はる」）。
  - 宇木小学校を統合の上、宇木分校とする。
- 1892年（明治25年）4月 - 「久里鏡両村組合立 原尋常小学校」に改称。
- 1901年（明治34年）4月 - 原尋常小学校の二村組合を解消し、「鏡尋常高等小学校」を新設。
- 1903年（明治36年）9月 - 半田尋常小学校を分離・新設。
- 1906年（明治39年）9月 - 校舎一部を新築し、まず高等科を移転。
- 1907年（明治40年）- 小学校令の改正により、義務教育年限（尋常科の修業年限）が4年から6年に延長される。
- 1908年（明治41年）9月 - 校舎がすべて完成し、尋常科も移転を完了。
- 1926年（大正15年）4月 - 半田尋常小学校を統合し、半田分校とする。
- 1938年（昭和13年）4月 - 宇木分校・半田分校が分離し、宇木尋常小学校・半田尋常小学校として独立。
- 1941年（昭和16年）4月1日 - 国民学校令施行により、「鏡国民学校」に改称。
- 1947年（昭和22年）4月1日 - 学制改革（六・三制の実施）により、国民学校初等科が改組され、「鏡村立鏡小学校」に改称。
  - この時、新制中学校「鏡村立鏡中学校」が併設される。
- 1948年（昭和23年）10月1日 - 久里村の分村により、原地区（一部）、中原地区（一部）、柏崎地区の児童を収容。
- 1954年（昭和29年）11月1日 - 鏡村が唐津市に編入され、「唐津市立鏡小学校」に改称。
- 1970年（昭和45年）3月31日 - 統合により閉校。統合校舎が完成するまでの間、「鏡校舎」として使用（3校舎分散授業）が継続される。

旧・宇木小学校（うき）

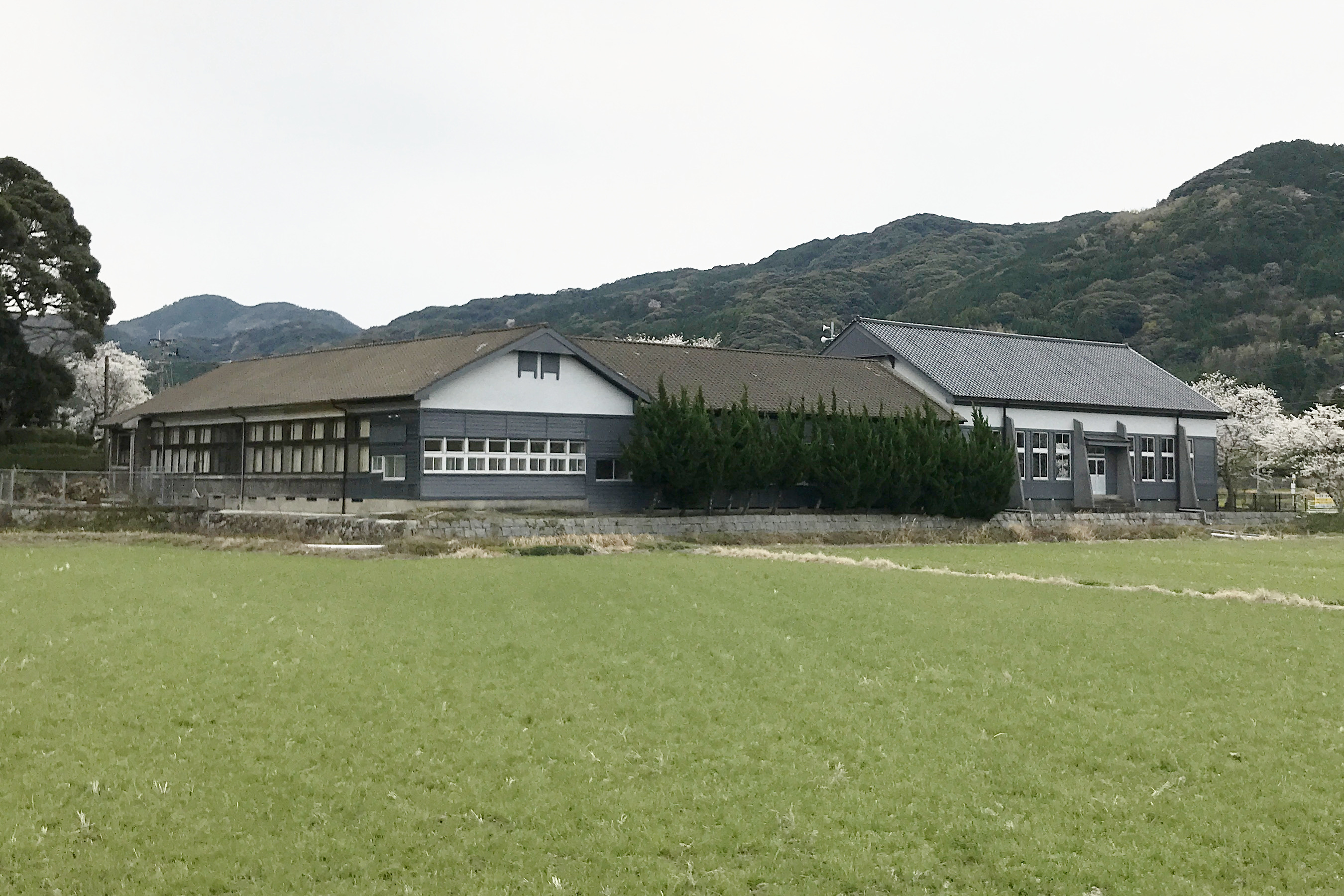
旧・宇木小学校（現・宇木公民館）

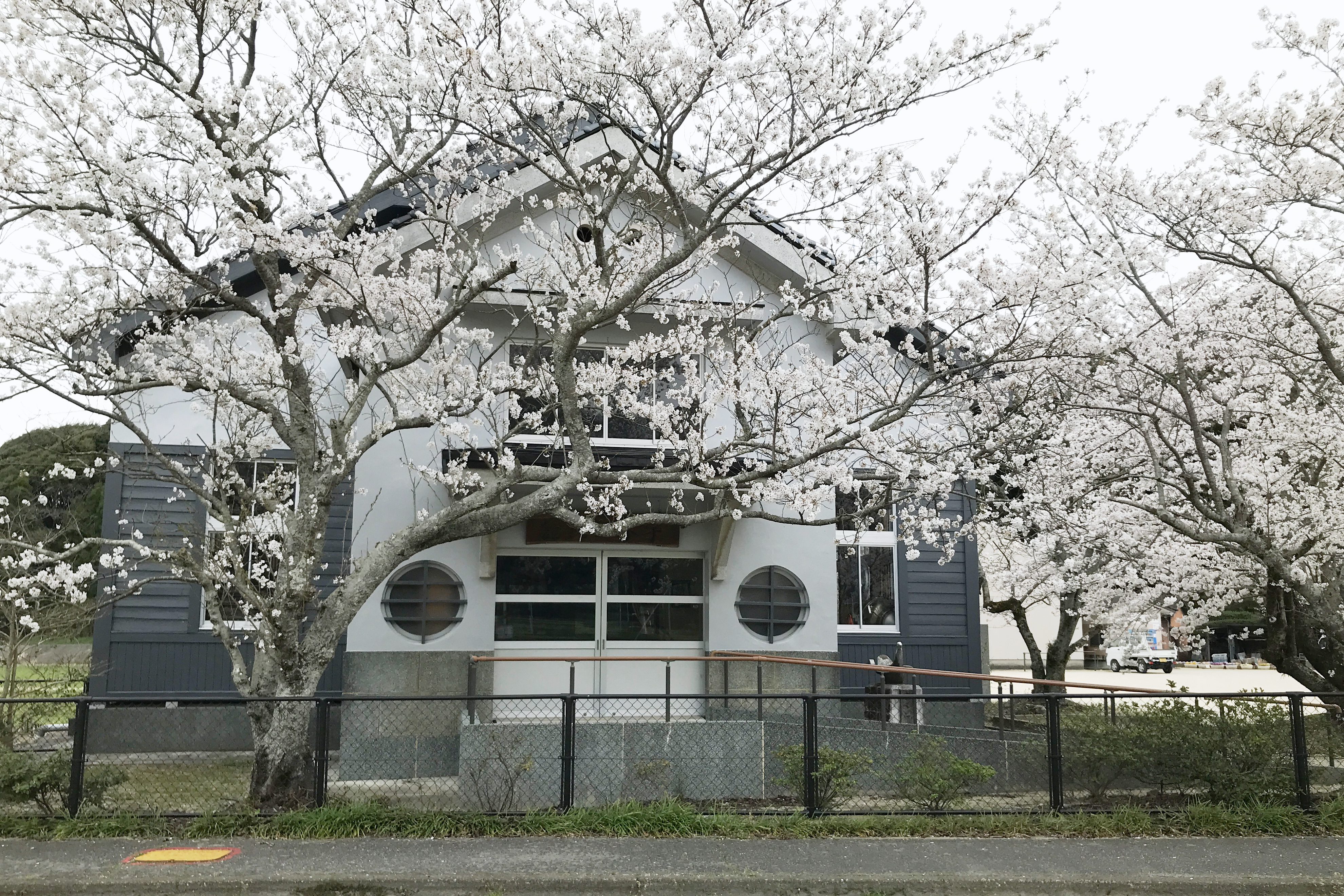
旧・宇木小学校（現・宇木公民館）

- 1875年（明治8年）9月 - 「有喜小学校」が創立。
- 1880年（明治13年）4月 - 校舎を新築し、「宇木小学校」に改称。
- 1887年（明治20年）3月 - 統合により、「久里鏡両村組合立 尋常原小学校 宇木分校」となる。
- 1892年（明治25年）4月 - 「久里鏡両村組合立 原尋常小学校 宇木分校」に改称。
- 1901年（明治34年）4月 - 「鏡尋常高等小学校 宇木分校」を新設。
- 1938年（昭和13年）4月1日 - 鏡尋常高等小学校から分離の上、「宇木尋常小学校」として独立。
- 1941年（昭和16年）4月1日 - 国民学校令施行により、「宇木国民学校」に改称。
- 1947年（昭和22年）4月1日 - 学制改革（六・三制の実施）により、国民学校初等科が改組され、「鏡村立宇木小学校」に改称。
- 1954年（昭和29年）11月1日 - 鏡村が唐津市に編入され、「唐津市立宇木小学校」に改称。
- 1970年（昭和45年）3月31日 - 統合により閉校。統合校舎が完成するまでの間、「宇木校舎」として使用（3校舎分散授業）が継続される。
  - 最終所在地 - 唐津市宇木町1450番地1（宝満神社に隣接）
  - 跡地の活用 - 現在は宇木公民館として使用されている。

旧・半田小学校（はだ）
- 1903年（明治36年）9月 - 鏡尋常高等小学校から「半田尋常小学校」が分離新設される。半田常楽寺と観音堂を仮校舎とする。
- 1904年（明治37年）7月 - 校舎を新築し移転を完了。
- 1926年（大正15年）4月 - 統合により、「鏡尋常高等小学校 半田分校」となる。
- 1938年（昭和13年）4月1日 - 鏡尋常高等小学校から分離の上、「半田尋常小学校」として独立。
- 1941年（昭和16年）4月1日 - 国民学校令施行により、「半田国民学校」に改称。
- 1947年（昭和22年）4月1日 - 学制改革（六・三制の実施）により、国民学校初等科が改組され、「鏡村立半田小学校」に改称。
- 1954年（昭和29年）11月1日 - 鏡村が唐津市に編入され、「唐津市立半田小学校」に改称。
- 1970年（昭和45年）3月31日 - 統合により閉校。統合校舎が完成するまでの間、「半田校舎」として使用（3校舎分散授業）が継続される。
  - 最終所在地 - 唐津市半田町3237番地（半田天神社に隣接）
  - 跡地の活用 - 現在は「半田ふれあいセンター」や「くりのみ保育園 半田分園」などの敷地となっている。

統合・鏡山小学校
- 1970年（昭和45年）4月1日 - 鏡・宇木・半田の小学校3校を統合の上、「唐津市立鏡山小学校」（現校名）が開校。
  - 新校舎完成までの間、旧小学校校舎をそれぞれ鏡校舎、宇木校舎、半田校舎として利用。鏡校舎に校長を置き本部とする。
- 1971年（昭和46年）
  - 7月 - 現在地に鉄筋コンクリート造3階建ての新校舎が完成し、移転。
  - 9月 - 新校舎での授業を開始。分散授業を行っていた3校舎を廃止。
  - 12月 - 中庭観察池、観察教材池が完成。
- 1980年（昭和55年）5月 - 国際児童年記念事業として運動場の東端に交通公園を設置。
- 1981年（昭和56年）4月1日 - 特殊学級を廃止。
- 1985年（昭和60年）4月1日 - 学級増（21学級）のために教室が不足する。保健室を普通教室に、会議室を保健室にして対応する。
- 1989年（平成元年）3月 - 学級増加対策として、鉄筋コンクリート造2階建ての特別教室棟が西側に完成。同時に普通教室棟の旧特別教室を普通教室に改装。
- 1995年（平成7年）4月1日 - 特殊学級を復級。
- 1999年（平成11年）4月1日 - 放課後児童クラブを開設。
- 2001年（平成13年）～ 2005年（平成17年） - わんぱく相撲全国大会に5年連続で出場。
- 2006年（平成18年）4月1日 - 教室不足の為、特殊学級を普通教室に、放課後児童クラブを特殊学級とする。また運動場東側に放課後児童クラブの施設を新築。
- 2009年（平成21年）4月1日 - のびのび学級（特別支援学級）を2学級とする。
- 2011年（平成23年）4月1日 - のびのび学級を3学級とする。
- 2020年（令和2年）
  - 4月 - この年度の児童数は961名。
  - 4月6日 - 校舎建て替えに伴い、仮設校舎に移転。のびのび学級を9学級とする。
- 2022年（令和4年）1月12日 - 新校舎落成式を挙行。普通教室は11増の36教室となった。新校旗が寄贈された[1][4]。

## 交通アクセス

### 最寄りの鉄道駅
- JR九州 筑肥線「東唐津駅」・「虹の松原駅」

### 最寄りのバス停留所
- 昭和自動車「鏡山小学校」バス停

### 最寄りの幹線道路
- 佐賀県道40号浜玉相知線
- 国道202号

## 周辺
- 唐津市立鏡中学校
- 唐津鏡郵便局
- 佐賀銀行和多田支店鏡出張所

## 参考資料
- 「唐津市史 復刻版」（1991年（平成3年）3月1日発行, 唐津市）p.1185-p.1186　（鏡小学校、宇木小学校、半田小学校について）

## 関連事項
- 佐賀県小学校一覧